# Yang Liu (bokser)
Yang Liu (født 1992) er en kinesisk bokser.
Hun repræsenterede Kina ved sommer-OL 2024 i Paris, hvor hun tog sølv i weltervægt.